# Diplusodon petiolatus
Diplusodon petiolatus là một loài thực vật có hoa trong họ Lythraceae. Loài này được (Koehne) T.B.Cavalc. mô tả khoa học đầu tiên năm 2004.